# FAM219A
FAM219A (англ. Family with sequence similarity 219 member A) – білок, який кодується однойменним геном, розташованим у людей на 9-й хромосомі. Довжина поліпептидного ланцюга білка становить 185 амінокислот, а молекулярна маса — 20 400.
| 10         |  | 20         |  | 30         |  | 40         |  | 50         |
| ---------- |  | ---------- |  | ---------- |  | ---------- |  | ---------- |
| MMEEIDRFQV |  | PTAHSEMQPL |  | DPAAASISDG |  | DCDAREGESV |  | AMNYKPSPLQ |
| VKLEKQRELA |  | RKGSLKNGSM |  | GSPVNQQPKK |  | NNVMARTRLV |  | VPNKGYSSLD |
| QSPDEKPLVA |  | LDTDSDDDFD |  | MSRYSSSGYS |  | SAEQINQDLN |  | IQLLKDGYRL |
| DEIPDDEDLD |  | LIPPKSVNPT |  | CMCCQATSST |  | ACHIQ      |  |            |

A: Аланін

C: Цистеїн

D: Аспарагінова кислота

E: Глутамінова кислота

F: Фенілаланін

G: Гліцин

H: Гістидин

I: Ізолейцин

K: Лізин

L: Лейцин

M: Метіонін

N: Аспарагін

P: Пролін

Q: Глутамін

R: Аргінін

S: Серин

T: Треонін

V: Валін

Кодований геном білок за функцією належить до фосфопротеїнів. 
Задіяний у таких біологічних процесах, як ацетилювання, альтернативний сплайсинг. 